# 지역 주민세

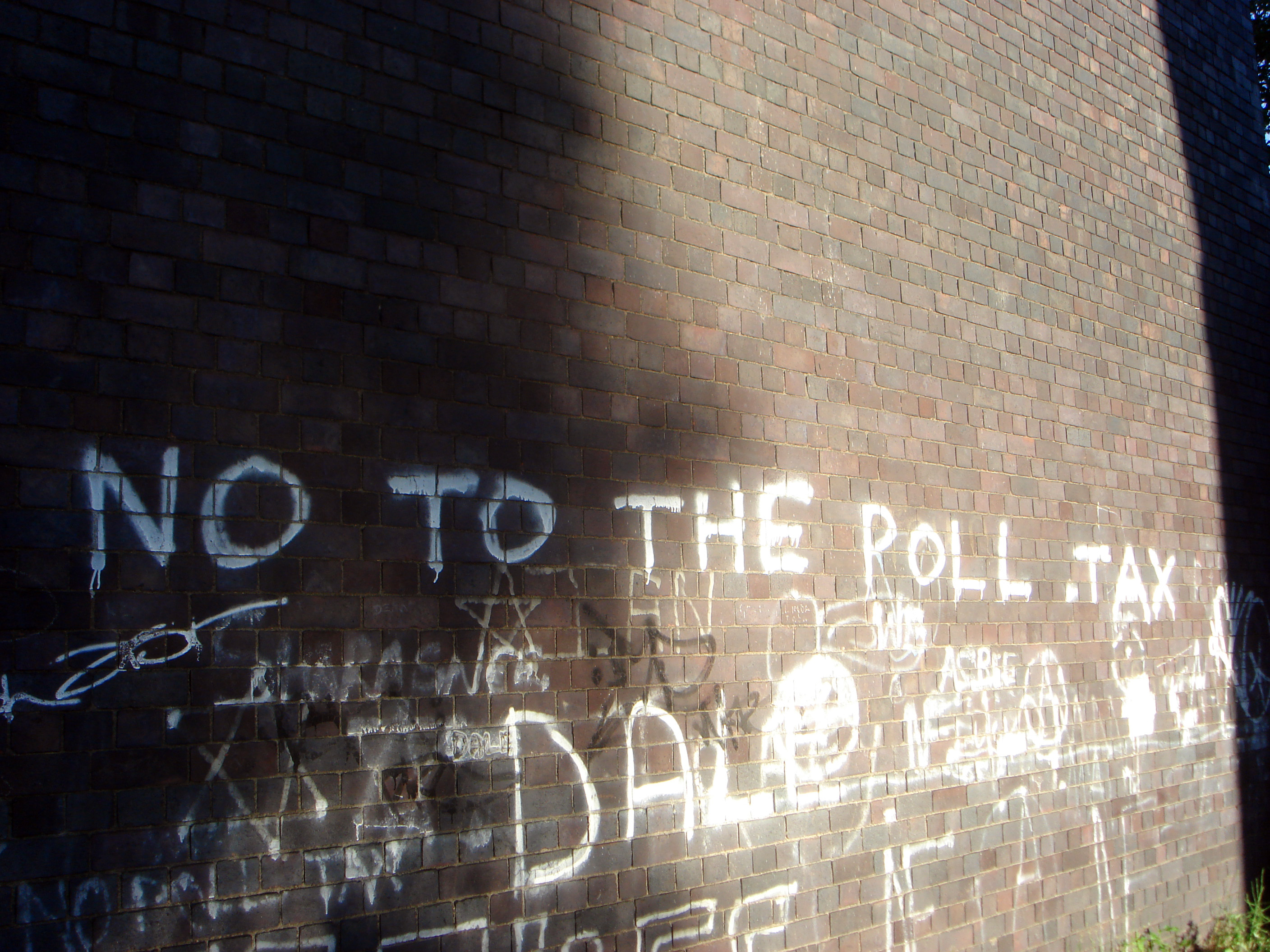
지역 주민세에 반대하는 그래피티.

지역 주민세(Community Charge)속칭 인두세(poll tax)는 스코틀랜드에서는 1989년, 잉글랜드와 웨일스에서는 1990년부터 적용된 조세 체계이다. 모든 성인에 대하여 1인당 일률 과세를 부과했으며, 과세율은 지역 당국에 의해 정해졌다.
원성이 자자한 인기 없는 조세였으며, 영국 각지에서 인두세 폭동이 뒤따랐다. 결국 인두세는 1991년 폐지되었으며, 2년 뒤인 1993년 지방세로 대체되다.

## 같이 보기
- 인두세 폭동
- 와트 타일러의 난
- 침실세
- 인두세